# Ingerd Jakobsdatter
Ingerd Jakobsdatter, även kallad Ingerd af Regenstein, född ca. 1200, död 1258, var en dansk klosterstiftare, nunna och grevinna av Regenstein som gift med greve Konrad III av Regenstein. 
Som dotter till Jakob Sunesen af Møn (död 1246) och Estrid (död 1246) tillhörde hon den mäktiga Hvidesläkten, som utövade makt både politiskt, ekonomiskt och religiöst, och Ingerd hade även en personlig relevans. Gift före 1224 med marsk Skore, (död före 1237) och före 1245 med greve Konrad III av Regenstein, (död före 1253).   
Som änka etablerade hon Franciskanorden på Själland genom att donera mark i Roskilde, Köpenhamn, Kalundborg och Næstved. Hon ska även ha infört dominikanorden, som 1253 beslutade att införa mässor till hennes och makens minne i framtiden. Vid andre makens död återvände hon till Danmark. Genom Agnes av Böhmen, vän till Klara av Assisi, gav påven order till Roskildes äkerbiskop om att realisera Ingerds planer på att grunda ett kvinnligt franciskankloster, Skt. Clara Kloster af Damiani Orden, som hon skänkte sina gods och sedan blev medlem i.     